# Erik Grønseth
Erik Grønseth, född 13 september 1925, död 8 oktober 2005, var en norsk sociolog. Han var professor i sociologi vid Universitetet i Oslo. Han tillhörde pionjärerna inom norsk samhällsvetenskap i efterkrigstiden och anses tillsammans med Harriet Holter som grundare av norsk familjesociologi. Han var också den första norska mansforskaren.
Grønseth var särskilt känd för två internationellt uppmärksammade studier, ett projekt om frånvarande fäder i sjömansfamiljer under 1950- och 60-talen och ett experimentellt projekt om jämställda familjer på 1970-talet.